# 西口泰夫
西口 泰夫（にしぐち やすお、1943年10月9日 - ）は、日本の実業家。京セラ社長、会長、CEOを歴任。

## 略歴
大阪府堺市出身。1972年、大阪教育大学大学院修士課程-(物性物理)修了、日本計算器を経て、1975年、京都セラミツク（現京セラ）に。1987年取締役。常務を経て、1992年代表取締役専務、1997年代表取締役副社長を経て1999年6月、代表取締役社長。2000年京セラミタ株式会社代表取締役会長、2001年京セラコミュニケーションシステム株式会社代表取締役会長、株式会社タイトー取締役会長。2003年京セラ代表取締役社長兼執行役員社長、京セラキンセキ株式会社取締役会長、2005年6月、京セラ代表取締役会長兼CEO（最高経営責任者）。2006年4月、京セラ取締役相談役。2007年株式会社HANDY代表取締役社長、同志社大学大学院総合政策科学研究科総合政策科学専攻技術・革新的経営研究コース博士課程入学。2009年同修了、博士（技術経営）、同志社大学大学院 ビジネス研究科客員教授。2008年から2011年まで富士通マイクロエレクトロニクス株式会社（のち富士通セミコンダクター株式会社）株式会社取締役。2011年から株式会社SOLE代表取締役、コバレントマテリアル株式会社社外取締役。2012年から長瀬産業株式会社社外取締役、株式会社ツバキ・ナカシマ社外取締役、2013年から一般社団法人日本電子デバイス産業協会副会長、株式会社ゼンショーホールディングス非常勤取締役。2014年から株式会社ユーシン精機社外取締役。2015年システムLSI開発・設計新会社ソシオネクストの代表取締役会長兼CEOに就任、2018年に退任するまで同社を率いた。